# Heterolocha subroseata
Heterolocha subroseata là một loài bướm đêm trong họ Geometridae.